# Vanuatu
Vanuatu, oficialment la República de Vanuatu (en bislama: Ripablik blong Vanuatu, en francès: République du Vanuatu, en anglès: Republic of Vanuatu), és un estat insular de l'Oceà Pacífic Sud. L'arxipèlag que el constitueix està situat a uns 1.750 km a l'est d'Austràlia, al nord-est de Nova Caledònia, a l'oest de Fiji i al sud de Salomó.
Els primers habitants de Vanuatu van ser melanesians. Els primers europeus que visitaren les illes foren els d'una expedició espanyola liderada pel navegant portuguès Pedro Fernandes de Queirós, qui arribà a l'illa més grossa el 1606. Queirós reclamà l'arxipèlag per a Espanya, com a part de les Índies Orientals. En la dècada de 1880 França i el Regne Unit reclamaren regions de l'arxipèlag, i el 1906 acordaren la creació d'un marc per a gestionar conjuntament el grup d'illes de les Noves Hèbrides mitjançant un condomini anglo-francès. Durant la dècada de 1970 sorgí un moviment independentista, i el 1980 es fundà la República de Vanuatu.

## Història
Va ser descobert, el 1606, per Pedro Fernández de Quirós, que parteix d'El Callao, el 21 de desembre de 1605, amb tres vaixells: San Pedro y San Paulo, San Pedrico i Los Tres Reyes Magos, que l'anomenà Austrialia del Espíritu Santo. Des del 1906 fins a la independència el 1980, va ser un condomini francobritànic establert amb l'Entente Cordiale. Un cop independent, ha patit intents secessionistes com els de Tanna o Vemerana.

### Independència
Durant els anys 1960 es buscava obtenir primer l'autonomia, i malgrat les reticències britàniques i franceses, es proclamà la independència el 30 de juliol de 1980, i es va reanomenar l'antiga colònia «Vanuatu».
Mentre que la francofonia no para de créixer, Vanuatu cerca unir llaços amb França i les seves col·lectivitats del Pacífic. Sota la protecció de diversos primers ministres francesos, el nou país va començar a tenir bones relacions durant els anys següents, i França i Vanuatu van signar acords regularment. Això va conferir a Vanuatu un estatus regional i internacional, i va propiciar els intercanvis amb la veïna Nova Caledònia.
Per tal de fer front a les conseqüències de l'escalfament climàtic, el govern de Vanuatu ha coordinat una sèrie de mesures d'adaptació (noves races de porc i de vegetals, emplaçaments de les infraestructures, etc.) a través del ministeri i de l'adaptació al canvi climàtic creat en 2013.

## Geografia

Mapa de Vanuatu amb la seva capital, Port Vila, situada a la tercera illa més grossa.

Vanuatu és un arxipèlag en forma d'Y format per 82 illes relativament petites, geològicament recents i d'origen volcànic (65 de les quals estan deshabitades). Les illes més meridionals i les més septentrionals estan separades per uns 1.300 quilòmetres. Dues illes, les Matthew i Hunter, deshabitades, són reclamades i controlades per França com a part de Nova Caledònia.
Les 14 illes que tenen més de 100 quilòmetres quadrats de superfície són, de més grossa a més petita: Espiritu Santo, Malakula, Efate, Erromango, Ambrym, Tanna, Pentecost, Epi, Ambae, Gaua, Vanua Lava, Maewo, Malo i Anetyum. Les ciutats més grans del país són la capital Port Vila, a Efate, i Luganville, a Espiritu Santo. El punt més alt de Vanuatu és el Mont Tabwemasana, de 1.879 metres, a l'illa d'Espiritu Santo.
L'àrea total de Vanuatu és de 12.274 quilòmetres quadrats, amb uns 4.700 km² de superfície terrestre. Bona part de les illes són escarpades, amb sòl inestable i molt poca aigua. Una estimació del 2005 calculava que només el 9% de la terra es destina a l'agricultura. La línia de la costa és majoritàriament rocosa i sense plataforma continental, per la qual cosa s'arriba de seguida a les profunditats de l'oceà.

### Geologia
L'arxipèlag de Vanuatu, totalment d'origen volcànic, és relativament jove, geològicament parlant: les illes més antigues són Espiritu Santo i Malekula (centre-oest), aparegudes fa de 14 a 22 milions d'anys (encara que algunes fonts diuen 153 milions d'anys); després vindrien les illes del centre-est com Maewo i Pentecosta (entre 4 i 11 milions d'anys), i la resta de l'arxipèlag (Efate) va emergir fa menys de 3 milions d'anys. Fent una comparació, Austràlia aparegué fa 4 mil milions d'anys.
Aquestes illes volcàniques, situades a la zona intertropical, són propícies al desenvolupament d'esculls de corall: així doncs, un cop els litorals volcànics queden estabilitzats, es troben progressivament envoltats d'un cinturó de corall, que va formant planícies, les quals poden esfondrar-se i fer aparèixer llacunes. Aquest fenomen, semblant al vulcanisme actiu, provoca en alguns indrets veritables milfulles geològiques d'estrats calcaris i volcànics.
Vanuatu es troba a la cresta occidental de la placa tectònica del Pacífic, sota la qual hi ha la placa australiana, per tant, mitjançant aquest fenomen de subducció, l'arxipèlag s'eleva progressivament. Aquesta elevació es prodeuix de vegades de manera brutal amb terratrèmols, que poden alçar instantàniament les illes senceres i els seus esculls diversos metres, dibuixant així paisatges esglaonats, constituint planes successives, unides per costes abruptes.

## Política i govern

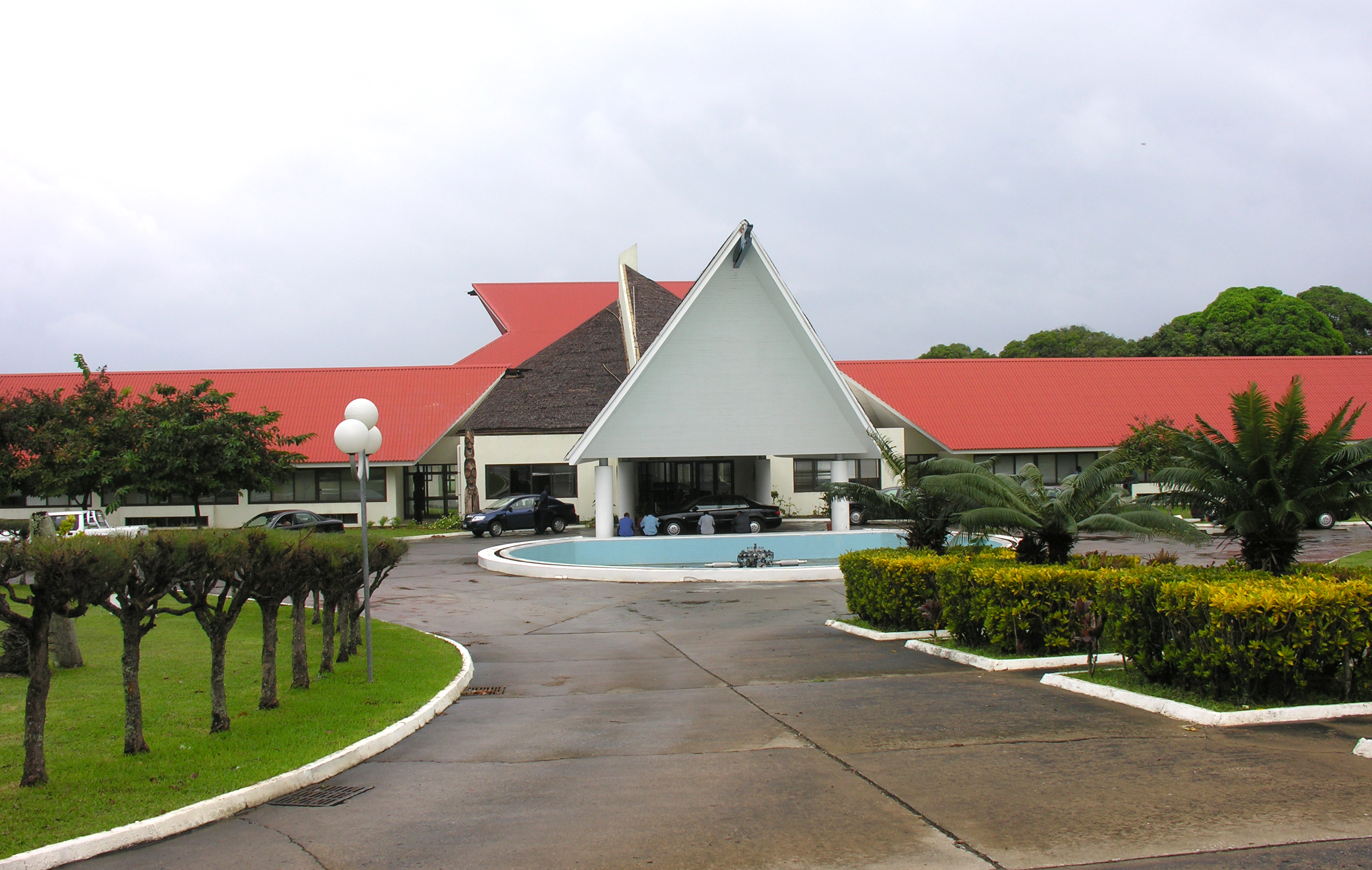
Parlament de Vanuatu

La República de Vanuatu és una democràcia parlamentària amb una constitució escrita, que estableix que "el cap de la República és el President, qui simbolitza la unitat de la nació". Els poders del president de Vanuatu, elegit per un període de cinc anys per dos terços dels vots d'un consell electoral, són bàsicament cerimonials. El consell electoral està format per diputats del parlament i els presidents dels consells regionals. El consell pot destituir el president per conducta greu o incapacitat.
El primer ministre, qui és el cap de govern, és elegit per majoria pel parlament. El primer ministre, al seu torn, nomena el consell de ministres, amb un nombre d'integrants que no pot ser superior a la quarta part de diputats del parlament. El primer ministre i el consell de ministres formen el govern executiu.
El Parlament de Vanuatu és monocameral i té 52 membres, elegits per vot popular cada quatre anys. També existeix el Malvatu Mauri, un consell de caps tribals que aconsella el govern sobre tots els afers que tinguin relació amb la cultura de Vanuatu i la seva llengua. Més enllà de les autoritats nacionals, els caps tribals encara són figures destacades a nivell local. S'ha denunciat que fins i tot els polítics els han d'obeir. Hom es converteix en un cap tribal organitzant una quantitat determinada de banquets luxosos o bé per herència.
El govern i la societat de Vanuatu se sol dividir lingüísticament entre anglès i francès. Formar governs de coalició ha estat complicat a vegades a causa de diferències entre parlants d'ambdues llengües. Els polítics francòfons, com els de la Unió de Partits Moderats, solen ser conservadors i partidaris de polítiques econòmiques liberals, així com partidaris d'establir relacions properes amb França i Occident. El partit anglòfon Vanua'aku Pati s'identifica com a socialista i anti-colonial.
Pel que fa a la justícia, el Tribunal Suprem està format per un cap i fins a tres jutges més. Dos o més membres d'aquest tribunal poden constituir un Tribunal d'Apel·lació. El sistema legal es basa en el dret anglosaxó i el dret civil francès.
Vanuatu és membre del Banc Asiàtic de Desenvolupament, del Banc Mundial, del Fons Monetari Internacional, de la Francofonia i de la Commonwealth. Té forts lligams econòmics i culturals amb Austràlia, la Unió Europea (especialment França i el Regne Unit) i Nova Zelanda).

## Cultura

### Arts tradicionals
Les produccions artesanes i artístiques estan unides a la vida quotidiana i cultural, i varien molt d'una illa a una altra: a cada illa li correspon un cert tipus de fabricació artesanal elaborada, de vegades algunes regions o certs llinatges tenen llur propi estil. A les societats tradicionals, la distinció entre artesania i art és ambigu i la frontera entre tots dos no és gaire clara. Homes i dones produeixen per igual objectes necessaris per a la vida domèstica (atuells, vestits...). Els homes creen representacions simbòliques sobre les pràctiques rituals, mentre que les dones estan més especialitzades en el teixit de fibres vegetals. L'escultura en fusta també és prou desenvolupada a l'arxipèlag.

### Llengües
Llengües de Vanuatu
Vanuatu és un país que té una densitat lingüística de les més altes del món, amb 180 llengües vernacles diferents sobre una població de 272.000 habitants. Totes aquestes llengües pertanyen al grup de les llengües oceàniques. Dins d'aquest grup, tres són llengües polinèsies, nou formen part del grup de llengües del sud de Vanuatu, i totes les altres pertanyen al grup llengües del nord i centre de Vanuatu. Entre elles no hi ha intercomprensió. Cal afegir a aquestes 108 llengües, algunes llengües orals de les poblacions que van arribar a les illes al segle XX: el fijià, el tahitià, el tongalès, el gilbertès, el vietnamita, el wallisià i algunes llengües de la Xina, sobretot l'hakka.
La República de Vanuatu té trés llengües oficials: el francès i l'anglès, totes dues de l'època colonial, i el bislama, un pidgin. Encara que la població rural (aproximadament un 79% de la població el 1996) empren poc el francès i l'anglès, el bislama és la llengua vehicular comuna a tot l'arxipèlag.

### Literatura
La literatura de Vanuatu no ha tingut gaire ressò internacional, però tot i així alguns escriptors han adquirit un grau de celebritat més enllà de les seves fronteres. És el cas de la poeta Grace Mera Molisa, o del grup teatral Wan Smolbag. Les primeres novel·les vanuateses són les de l'escriptor francòfon Marcel Melthérorong, d'ençà el 2007.
El 2015 l'Aliança Francesa publica Quand le cannibale ricane, primera novel·la de l'autor de Vanuatu Paul Tavo, qui també va publicar el 2011 un recull de poemes: L'Âme du Kava.
El 2005 Jean-Marie Gustave Le Clézio escrigué un assaig que parla de la seva estada a l'illa de Pentecosta, hi presenta reflexions sobre la població i la història colonial de Vanuatu.

### Religions
El cristianisme és la religió dominant a Vanuatu, però està dividit en diverses esglésies diferents, les dues més importants són el presbiterianisme, que el segueix un terç de la població, i el catolicisme amb un 12%.
Varen establir-se a les illes diversos grups religiosos protestants, com l'Església Adventista del Setè Dia, però també algunes congregacions catòliques com la Fraternitat Sacerdotal Sant Pius X a Espiritu Santo o la Societat de Sant Vicenç de Paül a l'illa de Malekula.
Les religions i creences tradicionals, molt lligades a les tradicions, costums i culte als avantpassats, encara viuen sobretot a les comunitats aïllades. Hi ha també alguns cultes d'aparició recent (sobretot durant i després de la Segona Guerra Mundial) que han germinat entre les comunitats tradicionals per efecte de l'observació de fenòmens tecnològics, mesclant prediccions locals i actualitat política internacional: els més coneguts i sorprenents són els cultes Cargo, el culte al príncep Felip i el culte a John Frum.
La fe bahà'í va arribar a l'arxipèlag el 1953. L'islam també hi és present, però molt minoritari i sobretot representat per minories d'estrangers indonesis.

### Festes nacionals
| Data         | Nom                                                   | Nom en francès                                     | Comentaris                                                                                     |
| ------------ | ----------------------------------------------------- | -------------------------------------------------- | ---------------------------------------------------------------------------------------------- |
| 21 de febrer | A la memòria del Pare de la independència Walter Lini | À la mémoire du Père de l'indépendance Walter Lini | Data de la mort del «Pare de la independència» de la República de Vanuatu, Walter Lini         |
| 5 de març    | Festa dels costums tradicionals                       | Fête des chefs coutumiers                          | Els caps tradicionals de l'arxipèlag es reuneixen a Nakamal                                    |
| 30 de juliol | Dia de la independència                               | Jour de l'indépendance                             | El 30 de juliol de 1980 es va anunciar oficialment la independència de la República de Vanuatu |
| 5 d'octubre  | Dia de la Constitució                                 | Fête de la Constitution                            | Signatura oficial de la Constitució de Vanuatu                                                 |